# パニーニ (お笑いコンビ)
パニーニは、太田プロダクションに所属していた日本のお笑いコンビ。

## メンバー
- 木坂哲平（きさか てっぺい　1982年7月13日 - ）(42歳) ネタ作り担当。
広島県安芸高田市出身[1]
身長172cm、血液型A型[1]
特技はハンドボール（小学生・中学生・高校生各時代でいずれも全国大会に出場、国民体育大会でベスト16まで進出した経験あり）、床清掃（8年程アルバイト経験あり、社員として引き抜きの話があったほど）[1]。
パニーニの前は「鯉女房」というコンビで活動[2]（当時の相方は、後のジュリエッタのメンバー・藤本聖）。

- 飯沼博貴（いいぬま ひろき　1984年8月28日 - ）(40歳)
北海道滝川市出身[1]
身長180cm、血液型A型[1]
特技はパソコンの自作。趣味は料理漫画収集[1]
パニーニの前は「ナイトラン」というコンビで活動[2]（当時の相方は、後のストライクのメンバー・吉田圭吾）。

## 来歴
二人とも中学2年生頃からお笑いの道を意識し始める。ともに吉本総合芸能学院大阪校27期生出身。2007年2月に結成。このコンビ名に決めたという理由は特に無いが、飯沼は「短めのコンビ名が良い」と思っており、いろいろな人に聞いて回ったところ「パニーニ」という名前を勧められて飯沼が気に入り、木坂も飯沼任せにしていたのでこのコンビ名に決まった。
大阪で活動していた時はよしもとクリエイティブ・エージェンシー大阪に所属。大阪よしもと時代は5upよしもと、Baseよしもとで活動。東京に上京後の2013年9月からフリーに。上京後はあちこちの事務所ライブを観まくり、その中で一番面白かったという太田プロを選び、2015年2月から太田プロダクションに所属。
2008年、キングオブコント準決勝進出。2013年、歌ネタ王決定戦準決勝進出。M-1グランプリ2017準々決勝進出。
2016年8月22日、AbemaTVの番組「犬田チャンネル特別編 822（パニーニ）の日スペシャル!」において、8月22日が自分たちの日「パニーニの日」として日本記念日協会に認定される。お笑いコンビの記念日としてはでは初とのこと。
2017年1月6日より、後述の持ち芸を買われタモリ倶楽部の「空耳アワー」の再現VTRに出演している。
2023年9月1日、解散。飯沼は引退し、木坂はパニーニ木坂としてピンで活動を継続している。

## 芸風
ネタは漫才・コントともに演じている。結成当初の頃は飯沼がネタを書いていたが、後に木坂へ変わる。舞台衣装は揃いの赤いチェックシャツ。
ボケとツッコミはネタによって変わることがある。結成当初行っていたのは、主に人形などの道具を多用していたコント。
2007年のM-1グランプリではアマチュアとしてエントリーして3回戦に進み、遊戯王のカードゲームにハマりすぎたキャラで漫才をする「デュエル漫才」を演じた。敗退したものの、ネタ動画がニコニコ動画に転載され一部で話題となった。その後、「エコロジーな男が立てこもり犯」という設定のコント（2008年のキングオブコントではこのネタを行っていた）、上京後は「小学生の言い訳」「ジャニーズJr.の意味不明な振り付け」などのネタも行っている。
物真似ネタも持っており、「『SASUKE』で、有名選手が簡単な所で失敗した時のリプレイの雰囲気」「タモリ倶楽部の『空耳アワー』でありそうな作品」などがある。

## 出演

### テレビ
- PON!（日本テレビ）- 2015年5月11日、5月25日、8月25日、8月28日「お笑い数うちゃPON!」コーナー
- 有田チルドレン（TBS）- 2015年4月21日、5月26日、6月23日、8月18日、9月1日、8日、22日（「チルドレン入り」第1号[1]）
- うぷ村（TBS）[1]
- コサキン・天海の超発掘!ものまねバラエティー マネもの（フジテレビ）[1]
- 笑い飯・千鳥の舌舌舌舌（サンテレビ）[1]
- ミリオンの扉（読売テレビ）[1]
- くせになるややこしさ ブラックマヨネーズのハテナの缶詰（読売テレビ）[1]
- とんねるずのみなさんのおかげでした（フジテレビ）- 2015年11月26日「お笑いイミグレーションNEXT!」出演
- くりぃむナンチャラ（テレビ朝日）- 2016年12月16日、23日 飯沼のみ
- ネタパレ（フジテレビ）- 2017年8月25日、9月22日
- ウチのガヤがすみません!（日本テレビ）
- THE 城攻め（日本テレビ）
- ZIP!　(日本テレビ)　- 2018年2月23日、3月27日、8月2日、10月12日、11月14日　ワラガチャ
- シューイチ（日本テレビ）- 2015年12月27日「2016年ブレイクちょい前芸人特集」
- ダウンタウンのガキの使いやあらへんで!!（日本テレビ）- 2016年1月31日「山-1グランプリ」出演
- お笑いカードバトル 笑札（日本テレビ）- 2016年3月9日
- ネプ&ローラの爆笑まとめ!「4月2日土曜よる7時は3時間SP・超豪華ネタ大連発」（TBS）- 2016年3月30日
- 明石家地下王国　(TBS)
- スッキリ!!（日本テレビ）- 2016年5月2日「エンタメまるごとクイズッス」コーナー
- 有田ジェネレーション（TBS）- 2016年5月10日、5月17日
- じわじわチャップリン（テレビ東京）- 2016年5月28日、6月4日、6月11日
- 爆笑そっくりものまね紅白歌合戦スペシャル（フジテレビ）- 2016年9月2日、2017年1月6日、6月2日、9月8日、2018年5月11日、9月21日
- タモリ倶楽部「空耳アワー」（テレビ朝日） - 2017年1月6日～

### ラジオ
- ラジオよしもと むっちゃ元気スーパー!（ラジオ大阪）[1]
- マイナビ Laughter Night（TBSラジオ）- 2015年11月28日など[13]

### 映画
- 治療休暇（梅澤和寛監督 2013年公開）[1]